# بخش بامبی
بخش بامبی (به لاتین: Bambey Department) یک منطقهٔ مسکونی در سنگال است که در ناحیه دیوربل واقع شده‌است. بخش بامبی ۱٬۳۵۱ کیلومتر مربع مساحت و ۲۹۹٬۴۷۶ نفر جمعیت دارد.